# ایپولیتو لاسارو
ایپولیتو لاسارو (اسپانیایی: Hipólito Lázaro‎) یک خواننده تنور اپرا اهل اسپانیا بود که در خواندن اپراهای وردی مهارت داشت.
نخستین اجرای حرفه‌ای او در سال ۱۹۱۰ میلادی، در «سالن نمایش نوبه‌دادِس» در بارسلون و در اپرای «لا فاوُریتا» اثرِ «گائتانو دونیزتی» بود. در پایان همان سال، به شهر فرارا در ایتالیا رفت و اپرای «ریگولتو» هنرنمایی نمود. سپس در طول تابستان ۱۹۱۱ میلادی و با نام مستعار «آنتنیو مانوئل» در تعدادی کنسرت در انگلستان ظاهر شد. پس از آن و در طول ۴ دهه فعالیت هنری، ایپولیتو لاسارو در سالن‌های اپرای فراوانی در سرتاسر جهان به ایفای نقش پرداخت.
صدای او را بَم، توگلویی، لرزش‌دار، انعطاف‌پذیر، وسیع و درخشان توصیف کرده و آن را با صدای «انریکو کاروسو» مقایسه نموده‌اند. او در زمینه خوانندگی اپرا با «میگوئل فله‌تا» رقابت داشت.